# Callyspongia fragilis
Callyspongia fragilis är en svampdjursart som först beskrevs av Kieschnick 1898.  Callyspongia fragilis ingår i släktet Callyspongia och familjen Callyspongiidae. Inga underarter finns listade i Catalogue of Life.